# Dimitri Sensaud de Lavaud
Pour les articles homonymes, voir Lavaud.
Dimitri Sensaud de Lavaud, né le 18 septembre 1882 à Valladolid (Espagne), mort le 21 avril 1947 est un ingénieur français naturalisé brésilien, dont les activités s'étendent dans de nombreux domaines, aéronautique et automobile. Il conçoit notamment une transmission automatique pour automobiles.

## Aéronautique
En 1910, il construisit un aéroplane qui accomplit le premier vol en Amérique du Sud, à Osasco au Brésil. Le musée de la ville, installé dans une maison où il vécut, porte le nom de Dimitri Sensaud de Lavaud pour commémorer cet événement.

## Automobile
En 1927, à Paris, il crée une marque qui porte son nom pour construire des automobiles équipées de la transmission automatique qu'il a conçue.

### Collaboration avec Citroën
La transmission Sensaud de Lavaud est envisagée pour la Traction Avant type 7 de Citroën, mais des difficultés de mise au point, associées aux difficultés financières de Citroën, conduisent à sortir la Traction Avant avec une boîte classique à trois vitesses,.